# Duas Igrejas (Penafiel)
Duas Igrejas es una freguesia portuguesa del concelho de Penafiel, con 8,2 km² de superficie y 2.495 habitantes (2001). Su densidad de población es de 305,9 hab/km².